# Knook
Knook – wieś w Anglii, w hrabstwie Wiltshire. Leży 24 km na północny zachód od miasta Salisbury i 141 km na zachód od Londynu.